# OY Близнецов
OY Близнецов (лат. OY Geminorum, HD 51585) — одиночная переменная звезда в созвездии Близнецов на расстоянии (вычисленном из значения параллакса) приблизительно 32 616 световых лет (около 10 000 парсек) от Солнца. Видимая звёздная величина звезды — от +11,29m до +11,09m.
Открыта Полом Мерриллом и Корой Бервелл в 1933 году**.

## Характеристики
OY Близнецов — бело-голубая переменная Be-звезда (BE)* спектрального класса B1I, или B:eI/BQ, или Bpe, или OBpe*. Масса — около 0,62 солнечной, светимость — около 6310 солнечных. Эффективная температура — около 28000 К*.